# Heinrich Carl Breidenstein

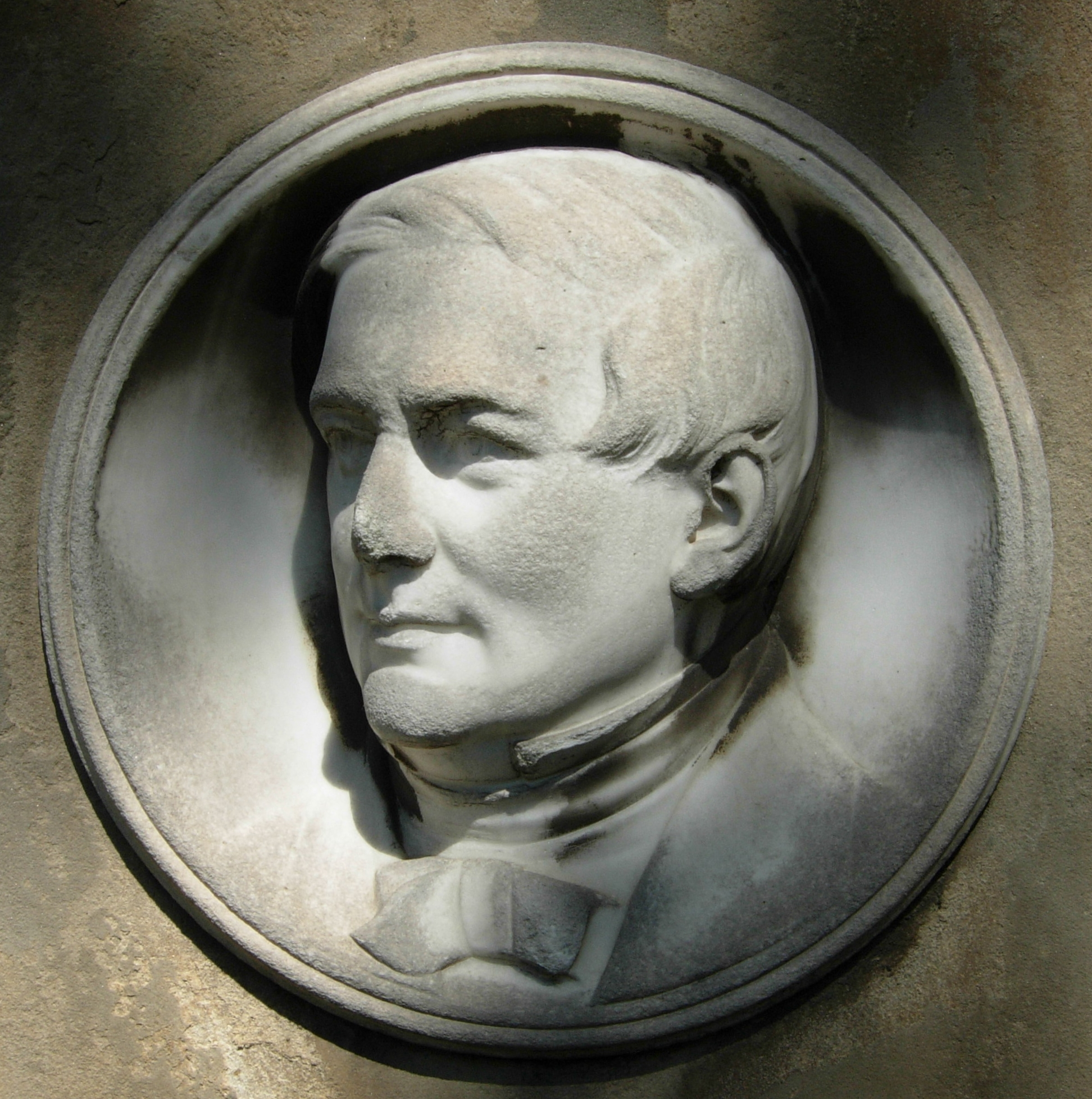
Heinrich Carl Breidenstein, Marmor-Medaillon von Albert Küppers auf dem Alten Friedhof Bonn

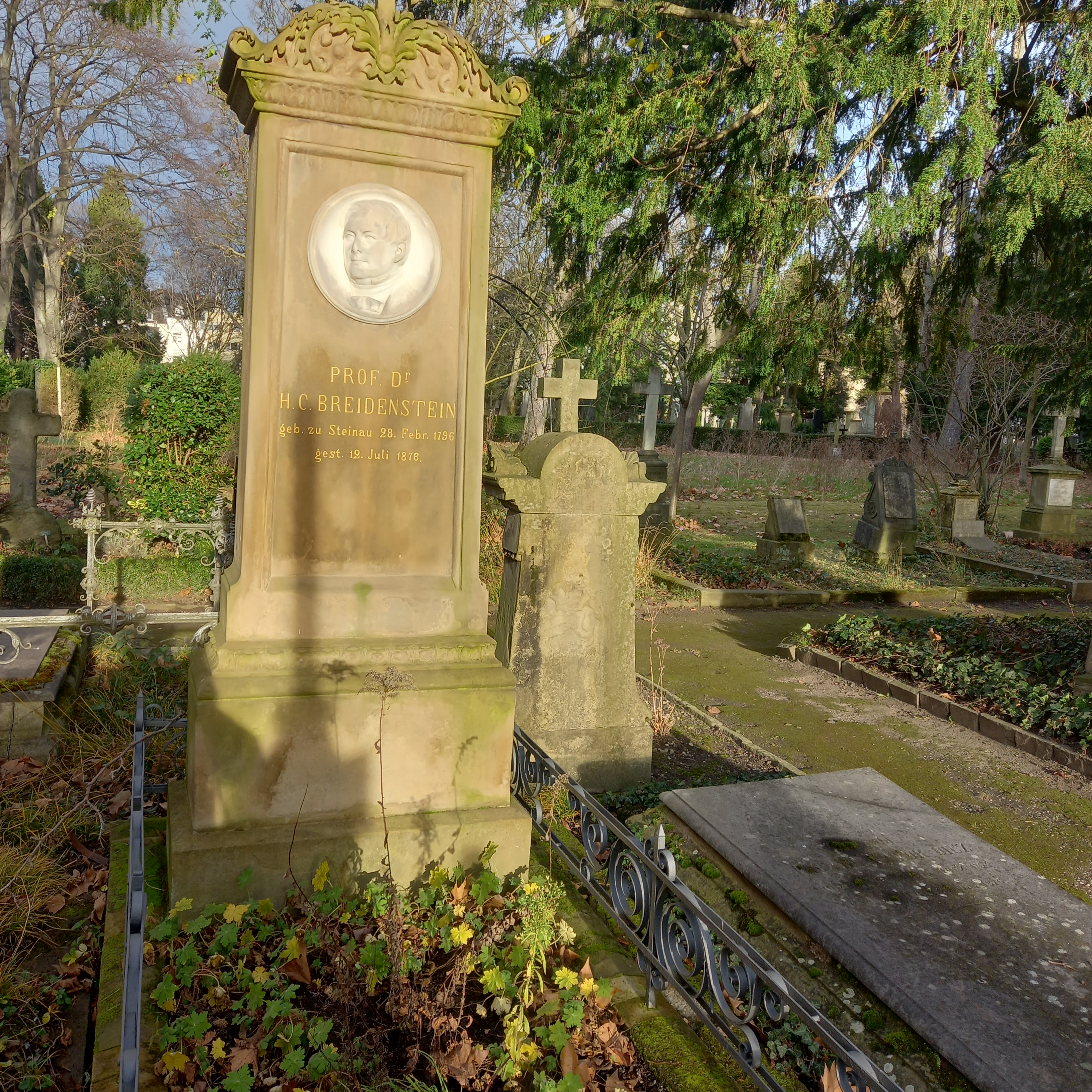
Das Grab von Heinrich Carl Breidenstein auf dem Alten Friedhof in Bonn

Heinrich Carl Breidenstein (* 28. Februar 1796 in Steinau an der Straße; † 12. Juli 1876 in Bonn; auch Heinrich Karl Breidenstein) war ein deutscher Musikwissenschaftler.

## Leben
Heinrich Carl Breidenstein wurde in Steinau am 28. Februar 1796 als Sohn des Lehrers und Organisten Friedrich Ernst Breidenstein (Sohn des ebenfalls als Lehrer tätigen Georg Breidenstein) und dessen Frau Juliane Jakobine Wagner (Tochter des Apothekers Johann Heinrich Wagner) geboren. Nach dem Besuch des Gymnasiums in Hanau studierte er seit 1815 an den Universitäten Berlin und Heidelberg Rechtswissenschaften, Altphilologie und Philosophie. 1817/18 war er Hauslehrer des Grafen Wintzingerode in Stuttgart, anschließend Musiklehrer an einem Gymnasium und der Universität in Heidelberg.
Nachdem er 1821 mit der Abhandlung „Über das Schöne in der Musik“ an der Universität Gießen zum Doktor der Philosophie promoviert wurde, hielt er Vorlesungen an der Universität Köln. 1822 wurde er Musikdirektor der Universität Bonn, 1823 nach einer Vorlesung „Über den gegenwärtigen Stand der Musikwissenschaft“ Dozent und 1826 „die erste außerordentliche Professur im deutschsprachigen Bereich erhielt“. 1827 hielt er Vorlesungen an der Berliner Universität, kehrte aber wieder zu jener in Bonn zurück.
1834 gründete er den „Städtisch-akademischen Musikverein bei der Lese- und Erholungsgesellschaft“ in Bonn, mit dem er bis 1853 eine Fülle von Oratorien und sonstigen Chorwerken, seit seiner Gründung der „Orchestervereinigung“ 1843 ebendort dann auch von verschiedensten symphonischen Werken aufführte.
Seit dem Tode Beethovens hatte er die Errichtung eines Denkmals zu dessen Ehren geplant und zur Sammlung von Mitteln 1835 dafür ein Komitee gegründet, dessen Vorsitzender er wurde. Nachdem Franz Liszt 10.000 Franken gestiftet hatte, konnte trotz außerordentlicher Schwierigkeiten 1845 zur Einweihung des Denkmals (von Ernst Hähnel) als erste internationale Manifestation der Weltbedeutung des Komponisten ein dreitägiges Beethovenfest in Bonn stattfinden. Für die Leitung von Beethovens „Missa solemnis“ und seiner „Neunten Symphonie“ engagierte Breidenstein den als Violinvirtuose und Dirigent hoch angesehenen Ludwig Spohr, für die Aufführung des Es-Dur-Klavierkonzertes Franz Liszt. Breidenstein selbst dirigierte die C-Dur-Messe Beethovens und eine eigene Kantate. Ehrengäste waren u. a. Friedrich Wilhelm IV. von Preußen, Königin Victoria von England, Giacomo Meyerbeer und Hector Berlioz.
Nach vielen Anfeindungen vor allem durch den konservativen Altphilologen Friedrich Heimsoeth zog Breidenstein sich 1854 aus dem öffentlichen musikalischen Leben zurück. Am 12. Juli 1876 starb er in Bonn im Alter von 80 Jahren.
Als Komponist ist Breidenstein nur gelegentlich hervorgetreten. Neben der „Festkantate zur Einweihung des Beethoven-Monuments“ schrieb er u. a. Orgel-Variationen über „Ein feste Burg ist unser Gott“, Motetten (u. a. „Selig sind die Toten“) sowie Lieder und Romanzen über Gedichte von Novalis.
Eine Reihe von Artikeln über Musik und Musiker in der „Allgemeinen Enzyklopädie der Wissenschaften und Künste“ haben Heinrich Carl Breidenstein als Autor. Seine „Praktische Singschule“ erschien 1831; seine unvollendete Orgellehre kam in den Besitz von Hugo Riemann.
Ein Porträt Breidensteins in Öl von der Hand Carl Wilhelm Tischbeins von 1824 findet sich im Besitz der Bonner Lesegesellschaft.

## Musikalische Werke
- Selig sind die Toten (Motette, Leipzig ca. 1820)
- Wenn ich ihn nur habe (Motette, Gedicht von Friedrich von Hardenberg Novalis, Leipzig 1825)
- Was schimmert dort auf dem Berge so schön (Chorlied, eigene Dichtung)
- Romanzen und Lieder für Alt und Klavier (Frankfurt a. M. 1834)
- Festkantate zur Einweihung des Beethoven-Monuments für gemischten Chor und Orchester (Bonn 1845)
- Variationen über „Ein feste Burg“ für Orgel (Erfurt u. Leipzig ca. 1855)
- Praktische Singschule, 6 Hefte (Bonn 1831)

## Schriften
- Über das Schöne in der Musik (Dissertation, Universität Gießen 1821)
- Artikel über Musik und Musiker in der „Allgemeinen Enzyklopädie der Wissenschaften und Künste“ (Halle/Leipzig 1818 ff.)
- Festgabe zu der am 12ten August 1845 Stattfindenden Inauguration des Beethoven-Monuments, Bonn: T. Habicht 1845 (Digitalisat)
- Zur Jahresfeier der Inauguration des Beethoven-Monuments. Eine aktenmässige Darstellung dieses Ereignisses, der Wahrheit zur Ehre und den Festgenossen zur Erinnerung von H. K. Breidenstein. Nebst einem Stahlstich des Monuments und dem Verzeichniss der Mitwirkenden, Bonn: in Commission bei T. Habicht, 1846